# Humboldt-Terrasse

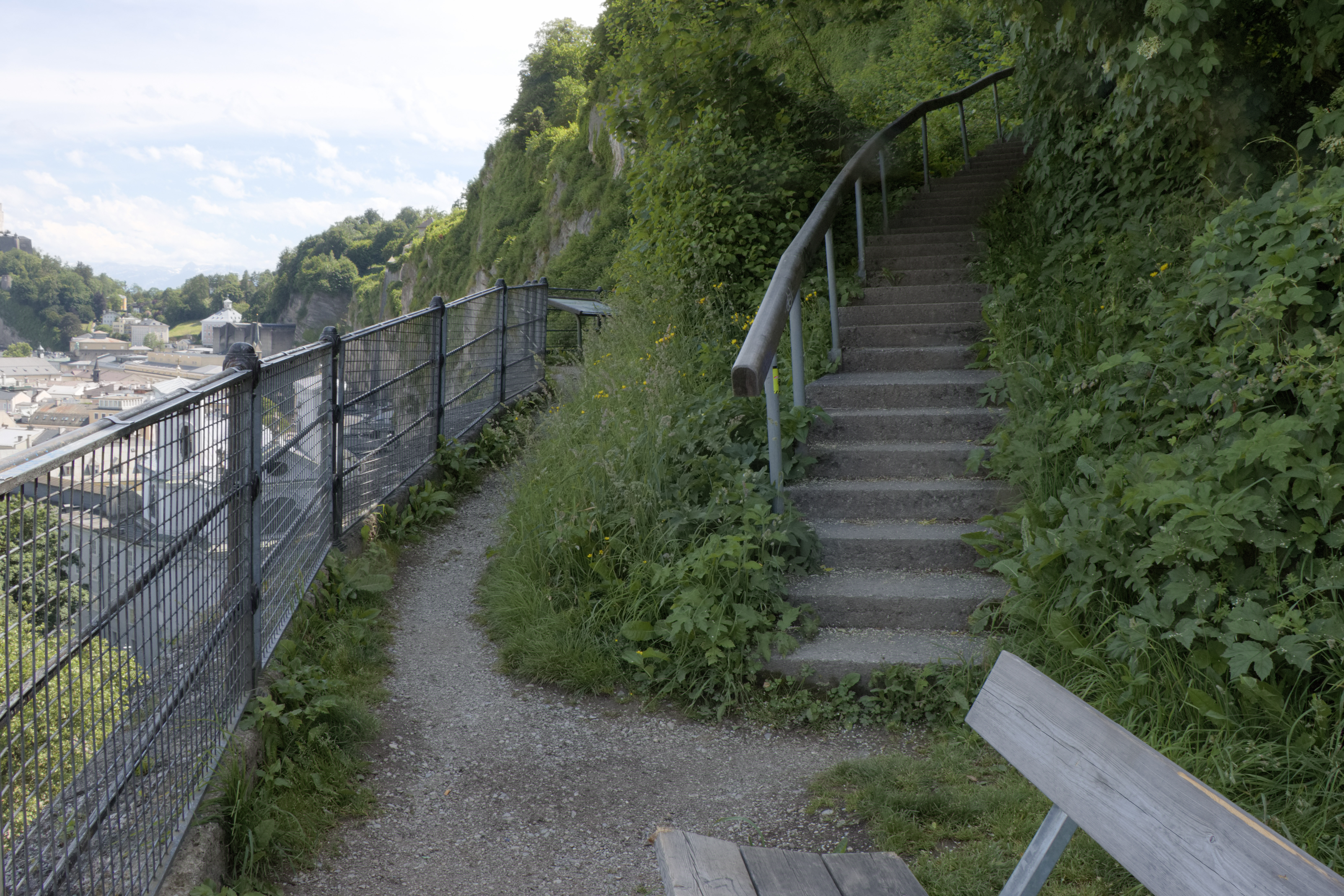
Die Humboldt-Terrasse

Die Humboldt-Terrasse befindet sich in der Stadt Salzburg auf der Ostseite des Mönchsbergs oberhalb des Klausentors im Bereich zwischen der Altstadt und dem historischen Teil von Mülln. Erbaut wurde sie im 17. Jahrhundert als ein Kavalier der Befestigung des Mönchsbergs unter Fürsterzbischof Paris Lodron und diente als Geschützstellung. Seit längerer Zeit ist die Plattform als Aussichtspunkt eingerichtet.

## Geschichte

### Baugeschichte
Angesichts der Bedrohungen des Dreißigjährigen Kriegs ließ Paris Lodron ab 1621 den gesamten Bereich der heutigen Altstadt inklusive der beiden Stadtberge (Mönchsberg, Kapuzinerberg) mit immensen Verteidigungsanlagen befestigen, wobei im Zuge des Festungsbaus auch teilweise die Mönchsbergwände geglättet wurden, um Angreifern keine Verstecke zu bieten. Als Teil des Bollwerks St. Augustin (s. auch Müllner Schanze), das der Verteidigung des Mönchsbergs und des Zugangs zur Stadt von Mülln diente, wurde an dessen östlichem Ende oberhalb des Klausentors eine Geschützplattform errichtet. Das Klausentor hieß zu jener Zeit nach der nächstgelegenen Bergkirche Porta Divae Virginis, also Tor zur Seligen Jungfrau oder kurz Frauentor, sodass die ursprüngliche Bezeichnung für die Geschützstellung Frauenkavalier bzw. später Klausenkavalier lautete.
Seine militärische Funktion verlor dieser Platz spätestens mit Beginn des 19. Jahrhunderts, als die gesamte Stadtbefestigung aufgrund weiterentwickelter Wehrtechnik obsolet wurde. Ab 1862 begann man, an verkehrstechnisch wichtigen Stellen nun als hinderlich angesehene Bauten abzureißen; auf dem Mönchsberg und anderen Orten der Stadt blieben viele der Bauwerke aber zumindest weitgehend im Original erhalten. Der Abriss ging Hand in Hand mit einem wirtschaftlichen und künstlerischen Aufschwung Salzburgs im 19. Jahrhundert. Dabei entwickelte sich die Stadt mehr und mehr auch zu einem touristisch vorrangigen Reiseziel. 1896 wurde die Geschützstellung geöffnet und allgemein zugänglich gemacht.

### Namensgeschichte: Der Mythos von Salzburg laut Alexander v. Humboldt als einer der drei schönsten Plätze der Erde

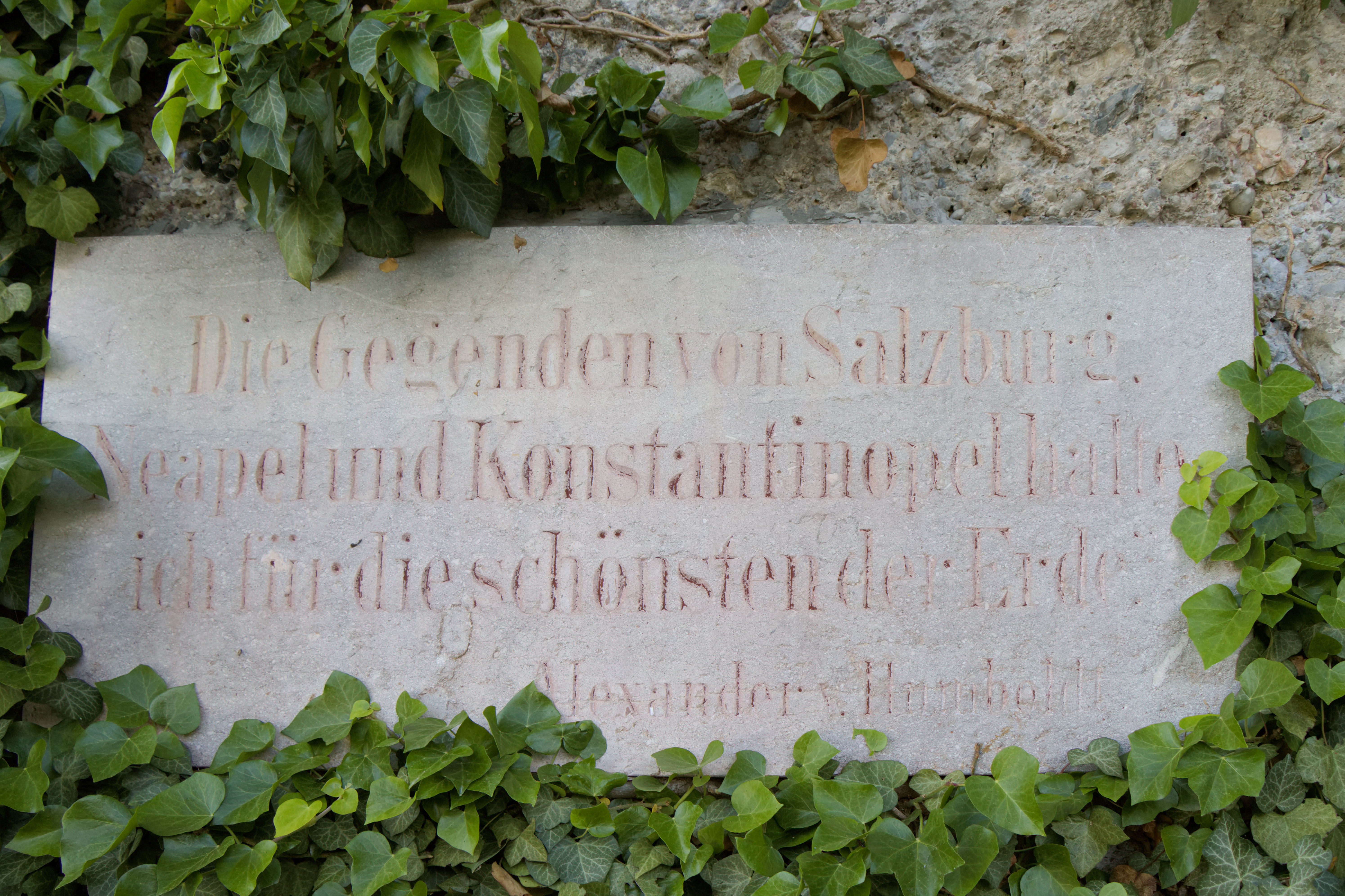
Inschriftentafel mit dem angeblichen Zitat von Alexander von Humboldt

Der heutige Name des Aussichtspunkts erinnert an Alexander von Humboldt, und am Zugang zur Plattform ist eine Tafel angebracht, auf der ein bis heute kolportiertes Humboldt-Zitat über die Schönheit um Salzburg wiedergegeben wird.
Humboldt hielt sich vom 26. Oktober 1797 bis zum 24. April 1798 in Salzburg auf, um sich auf seine Forschungsreise nach Südamerika vorzubereiten. Er benutzte dabei die große naturwissenschaftliche Bibliothek des Salzburger Naturforschers Karl Ehrenbert Freiherr von Moll und er stellte mit dem Physikprofessor Pater Ulrich Schiegg Pol- und Luftmessungen an, auch unternahm er naturkundliche Wanderungen in der Umgebung, im Berchtesgadener Land und im Salzkammergut.
Angeblich hätte Humboldt in einem Brief gegenüber dem Salzburger Bergrat Mielichhofer einst geäußert: „Die Gegenden von Salzburg, Neapel und Konstantinopel halte ich für die schönsten der Erde.“ Das Zitat scheint zuerst in der zweiten (!) Auflage eines Führers über Salzburg von Heinrich Dieter im Jahr 1870 auf und wurde in der Folge in zahlreiche andere Reiseführer übernommen. Vorher war der Ausspruch unbekannt. Dieses Zitat übernahm bald darauf Bankier Karl Leitner, damaliger Besitzer von Schloss Mönchstein auf dem Mönchsberg. Auf ihn geht auch die Bezeichnung Humboldt-Terrasse zurück. Er ließ 1896 den Klausenkavalier öffnen und brachte dort hundert Jahre nach dem Besuch Humboldts in Salzburg 1897 diesen Lobspruch an. Ein solcher Brief von Humboldt an Mielichhofer ist allerdings bis heute unauffindbar, außer Heinrich Dieter hat diesen Brief bzw. dieses Zitat niemand gesehen. Humboldt war außerdem niemals in Konstantinopel und zudem erst Jahre nach seinem Salzburgaufenthalt in Neapel gewesen. Das Zitat ist sehr wahrscheinlich in Wahrheit eine geringfügige Weiterentwicklung eines Satzes von Alois Weißenbacher, den dieser über den Aigner Park (heute im Süden des Stadtgebiets) im Jahr 1816 wiedergibt.
Von Humboldt sind ähnliche Zitate für andere Städte bekannt, auch gibt es eine Variation des Satzes, der sich nicht auf die Schönheit der jeweiligen Stadtumgebung, sondern auf die Städte selbst bezieht. Die inhaltlich mit dem angeblichen Humboldt-Zitat fast identische Aussage, dass Salzburg eine der drei schönsten Städte sei, geht aller Wahrscheinlichkeit nach auf den Landeskundler Benedikt Pillwein zurück, der in seiner Topographischen Beschreibung des Herzogthums Salzburg 1839 schreibt: „Nach den Berichten von Reisenden, welche Stätte und Sitten vieler Menschen gesehen, ist Neapel die erste, Konstantinopel die zweyte, Salzburg die dritte der schönsten Städte Europas.“ Es wird angenommen, dass der Mythos, dass der bekannte Naturwissenschaftler Alexander von Humboldt diesen Ausspruch getan habe, eine bewusst herbeigeführte Legendenbildung im Dienst der Fremdenverkehrswerbung ist.

## Die Humboldt-Terrasse als Aussichtspunkt

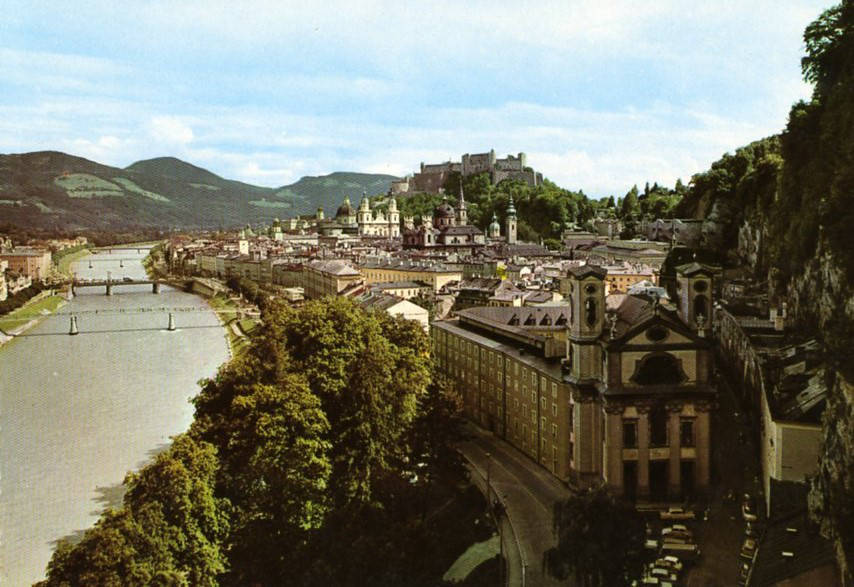
Blick von der Humboldt-Terrasse auf die Stadt Salzburg auf einer Postkarte der 1950er Jahre

Die Humboldt-Terrasse befindet sich oberhalb des Klausentors, ist aber nicht an höchster Stelle des Bergs. Der Zugang befindet sich vom Weg zwischen dem Museum der Moderne und der Müllner Kirche. Eine Steintreppe führt zur Aussichtsplattform hinunter, in deren Bereich die besagte Tafel mit dem angeblichen Humboldt-Zitat angebracht ist. Von der Plattform hat man Ausblicke ähnlicher Art hat wie von den häufiger frequentierten Punkten beim Museum und der Müllner Schanze. In den 2010er Jahren wurden auf dem Mönchsberg an mehreren interessanten Punkten Informationstafeln zum Mönchsberg und der Stadt Salzburg installiert; auf der Humboldt-Terrasse befindet sich eine, die sich dem ehemaligen Trompeterschlössl auf dem Kapuzinerberg und der Regulierung der Salzach im 19. Jahrhundert widmet.

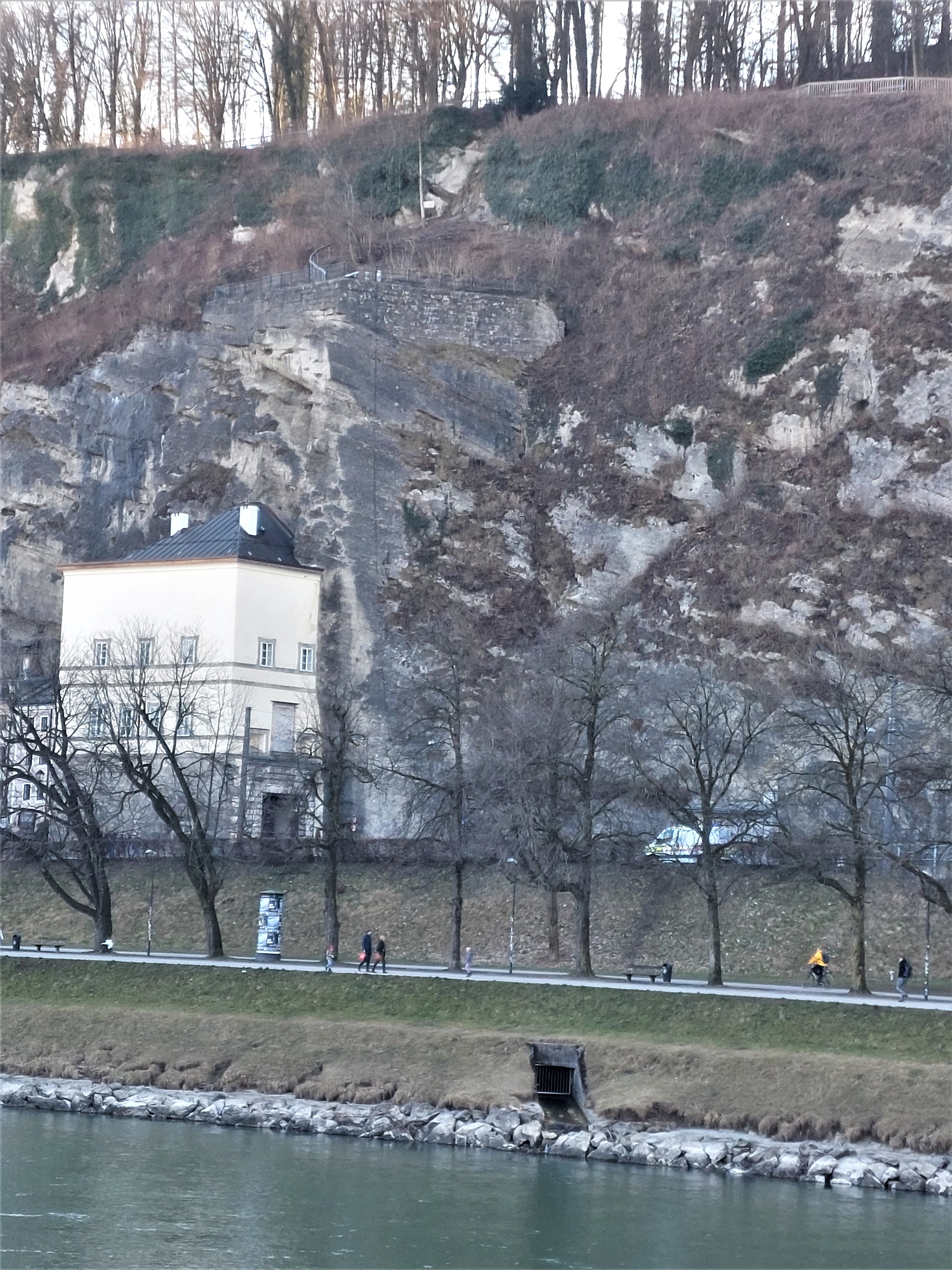
Blick vom rechten Salzachufer zum Klausentor und zur Humboldt-Terrasse
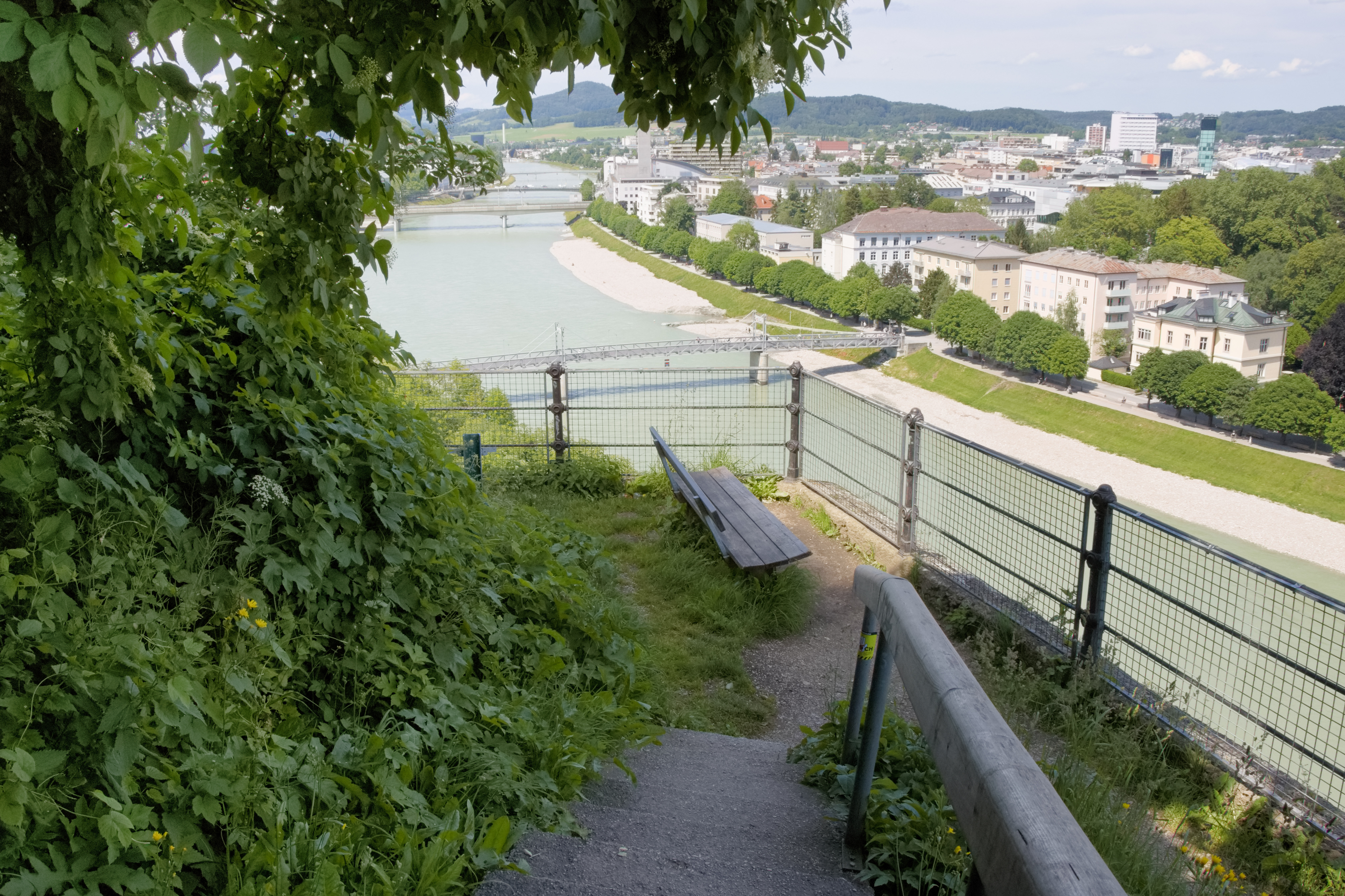
Auf der Humboldt-Terrasse
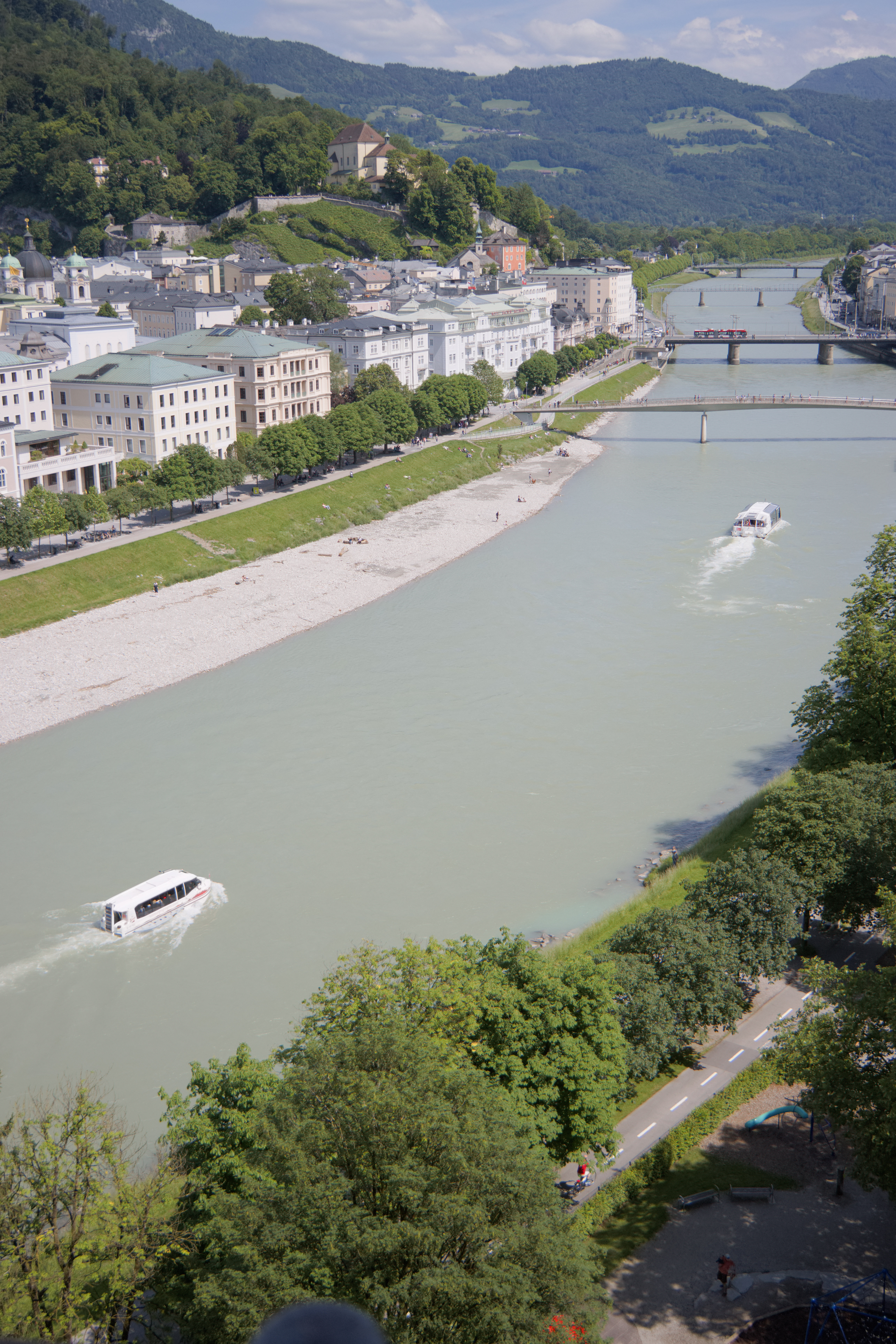
Ausblick auf die Salzach
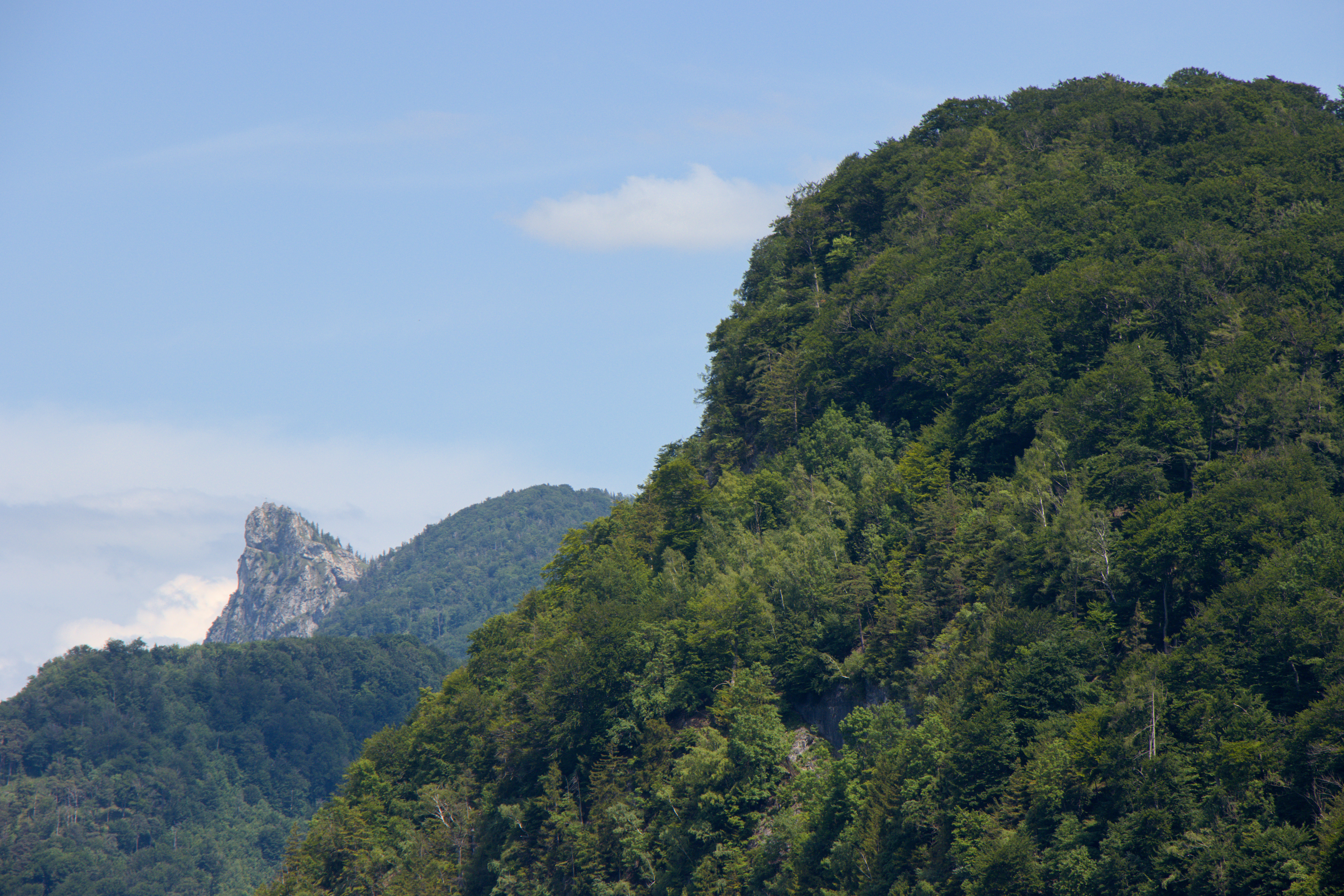
Blick zum Nockstein